# Heinsia bussei
Heinsia bussei är en måreväxtart som beskrevs av Bernard Verdcourt. Heinsia bussei ingår i släktet Heinsia och familjen måreväxter. Inga underarter finns listade i Catalogue of Life.